# ピート・マクロード

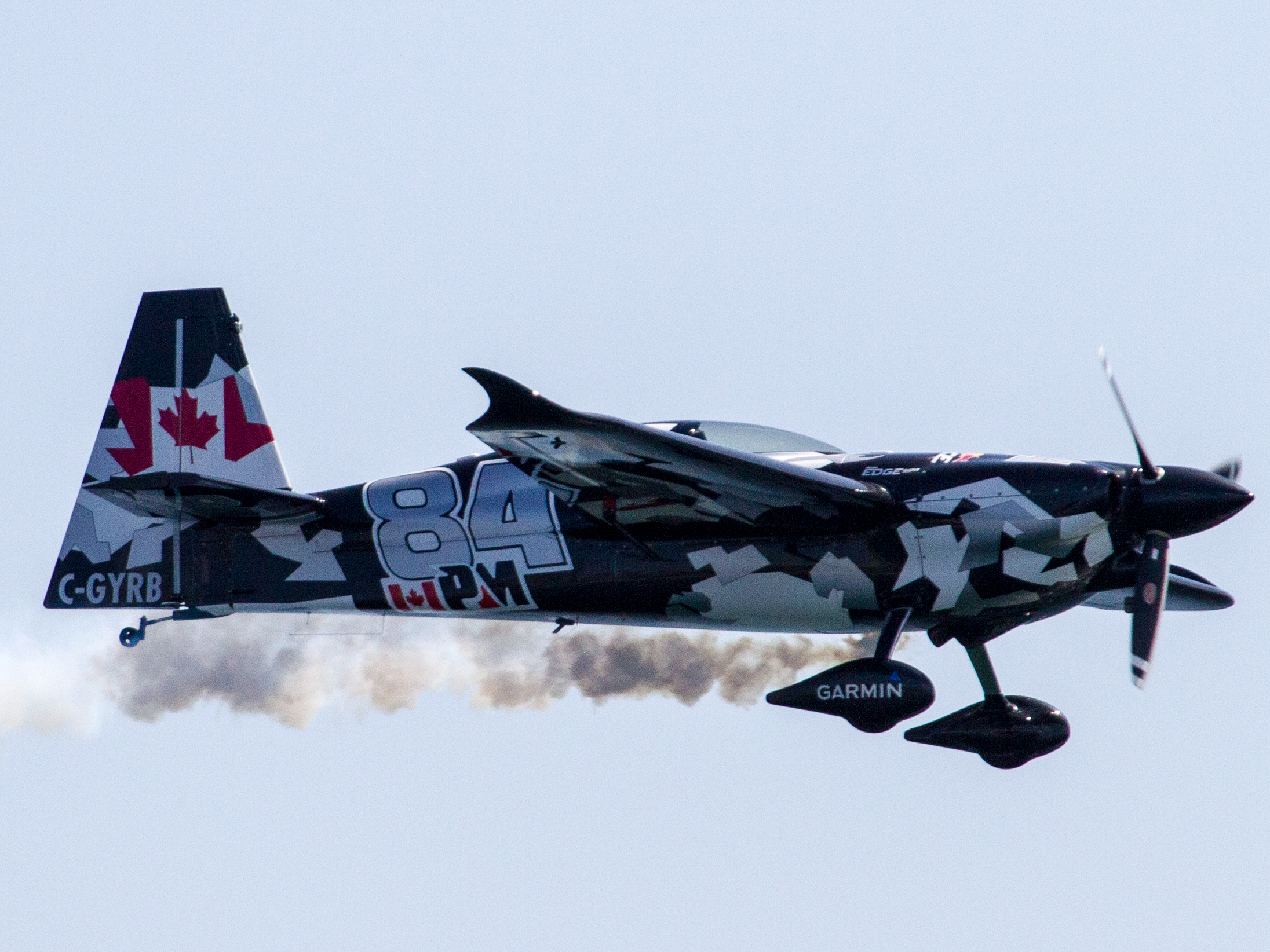
2017年レッドブル・エアレース・ワールドシリーズ 千葉 ピート・マクロード(カナダ)の機体 - C-GYRB

ピート・マクロード（Pete McLeod、1984年2月23日 - ）は、カナダの曲技飛行パイロット。2009年より、レッドブル・エアレース・ワールドシリーズに参戦していた。オンタリオ州カプスケーシングに生まれ、州北西部の小さな町レッド・レイクでホッケー、狩猟、釣りをしたり、スノーモービルやボート、飛行機に乗って育った。

## 飛行キャリア
初めて飛行機に乗ったのは生後2か月にも満たない頃で、家族が所有する飛行機だった。母マーガレットによると、6歳のピートは父デイヴの膝に乗せられて人けのない湖の上で操縦かんを握らせてもらったという。雪に覆われたカナダ北部を飛ぶために雪上機の飛ばし方も覚えた。マニトバ州シュタインバッハのハーブス・エア・サービスでトレーニングを積んで、16歳の時にパイロットのライセンスを取得。まだ車の免許を取る前だったが、マクロードにとっては飛行機の方がより身近な体験で、他の生徒が離着陸の練習をしている時に、マクロードは曲技飛行の基礎練習を終えていた。それから数年のうちに飛行時間を積み上げていき、18歳の時には商業パイロットの資格を取得した。夏には人里離れた場所でフライトと釣りばかりしていた。
同じく18歳の時、曲技飛行のインストラクターのレイティングを取得。初めて曲技飛行の大会で高度なパフォーマンスに成功したのはこれより後、曲技飛行用のピッツ・スペシャルを手に入れてからだった。翌2004年にはフルシーズンで各地の大会に参戦、負けなしで勝ち続け、アメリカの地方大会でも勝利を収め、北米の大学チャンピオンとなった。
ウェスタンオンタリオ大学で経済学の学位を取得、2006年シーズンからはエアショー・サーキットに加わり、プロの曲技飛行として全精力を注ぐことを決意する。エアショーのデビューシーズンとなる2007年は、期待をはるかに超える結果を残した。最も成績が良かったのは、2位に入ったアメリカの国内選手権だった。ナショナルチームとワールドチームの双方で好成績を出したマクロードは、カナダ国内ではチーム戦及びソロ双方のトップランクのパイロットとしてのポジションを確固たるものとした。同年には無制限レベルの飛行解除の権利を得て、次のより高いレベルのフライトができるようになった。マクロードは当時24歳で、最年少記録である。

## レッドブル・エアレース参戦へ
2008年、チェコで行われたヨーロッパ選手権で12位に入ったマクロードは、同年9月にスペイン・カサルビオスで行われるレッドブル・エアレースに参戦するためのキャンプへの参加を認められる。キャンプに招待された6人のパイロットの内、5人が世界選手権に出場するのに必要なスーパーライセンスを取得、マクロードは最終選考でルーキー4人の内の1人に選ばれた。
翌2009年からレッドブル・エアレースに参戦。レッドブル・エアレースでは最年少ルーキーではなかったものの、カナダ人としては初参戦となった。
レッドブル・エアレースでは「Team McLeod」として活動していた。
2009年シーズン開始に先立って、自動車レース「NASCAR」の技術者とサポート・スタッフを、自身の初参戦の年のピットクルーとして招集した。レッドブル・エアレースとの契約で、スポンサー、推薦書、ブランドの権利などで得た資金でマクロードはプロのエアレーサーに転向。新たに350馬力の曲技飛行専用機ジブコ エッジ540を手に入れ、より高いパフォーマンスが披露できるようになった。
2009年シーズンは、自身の技術力強化に重点を置き、機体の機能を最大限引き出すよう取り組み、「最初だから100%の力を出し切ることはできないだろうが、自身もチームも学ぶことは多いはずだ、いきなり1番になる必要はない、とにかく勉強だ」「レースパイロットとして自分の能力を最大限引き出し、経験を積み、ペナルティはなるべく少なく、早く安全に飛ぶこと」と考えながら臨んだ。
2年目と3年目は最終順位で5位以内に入ることを目指し、30歳までにワールドチャンピオンになりたいという目標を掲げ、前者の目標は達成したが、後者は達成できなかった。
好きな日本食は「品川巻き」で、日本で開催される大会ではファンから多数プレゼントされている。
2019年のレッドブル・エアレース終了後、2022年開幕のワールドチャンピオンシップエアレース（WACR:World Championship Air Race）にもレースパイロットとして参加

## 戦績

### 2003年 - 2008年
2003年
- 1位：オンタリオ・オープン・エアロバティック・チャンピオンシップ - 初の競技会参戦
- Completion of highly recognized Emergency Maneuver Training course.

2004年
- 北米 大学生曲技飛行チャンピオン
- 中米 シリーズチャンピオン
- 2004年シリーズ 全戦無敗
- ピッツ賞 4度の最高得点で優勝
- 北米でポイント獲得率最高の90.67%を記録

2006年
- 2位：アメリカ・ナショナル・エアロバティック・チャンピオンシップ アドバンスト・カテゴリー - C-GPNM Giles G-200
- アメリカ・ナショナル・チャンピオンシップにてB・F・グッドリッチ賞受賞
- 最年少カナダ人エアショー・パフォーマー
- 全9レース中、7レースで1位、2レースで2位を記録

2007年
- エアロバティック・ディスプレー・ウェイヴァー 無制限レベル

2008年
- 12位：第16回 FAI曲技飛行ヨーロッパ選手権 - N8JX エクストラ EA-300S 
- 2009年のレッドブル・エアレース参戦権を獲得
- レッドブル・エアレース・スーパー・ライセンスを取得

### レッドブル・エアレース
| 金色 | 銀色 | 銅色 | ポイント圏内完走                                                                                | ポイント圏外完走                                                                                    |
| 1位  | 2位  | 3位  | 4-11位（2009年・2010年） 4-08位（2014年・2015年） 4-10位（2016年 - 2018年） 4-13位（2019年 - ） | 12位以下（2009年・2010年） 09位以下（2014年・2015年） 11位以下（2016年 - 2018年） 14位（2019年 - ） |

| ピート・マクロード レッドブル・エアレース・ワールドシリーズ戦績 | ピート・マクロード レッドブル・エアレース・ワールドシリーズ戦績 | ピート・マクロード レッドブル・エアレース・ワールドシリーズ戦績 | ピート・マクロード レッドブル・エアレース・ワールドシリーズ戦績 | ピート・マクロード レッドブル・エアレース・ワールドシリーズ戦績 | ピート・マクロード レッドブル・エアレース・ワールドシリーズ戦績 | ピート・マクロード レッドブル・エアレース・ワールドシリーズ戦績 | ピート・マクロード レッドブル・エアレース・ワールドシリーズ戦績 | ピート・マクロード レッドブル・エアレース・ワールドシリーズ戦績 | ピート・マクロード レッドブル・エアレース・ワールドシリーズ戦績 | ピート・マクロード レッドブル・エアレース・ワールドシリーズ戦績 | ピート・マクロード レッドブル・エアレース・ワールドシリーズ戦績 |
| 開催年                                                          | 1                                                               | 2                                                               | 3                                                               | 4                                                               | 5                                                               | 6                                                               | 7                                                               | 8                                                               | ポイント                                                        | 勝利数                                                          | 最終順位                                                        |
| --------------------------------------------------------------- | --------------------------------------------------------------- | --------------------------------------------------------------- | --------------------------------------------------------------- | --------------------------------------------------------------- | --------------------------------------------------------------- | --------------------------------------------------------------- | --------------------------------------------------------------- | --------------------------------------------------------------- | --------------------------------------------------------------- | --------------------------------------------------------------- | --------------------------------------------------------------- |
| 2009年                                                          | 15位0                                                           | 15位0                                                           | 11位1                                                           | 13位0                                                           | 14位0                                                           | 12位0                                                           |                                                                 |                                                                 | 1                                                               | 0                                                               | 15位                                                            |
| 2010年                                                          | 5位7                                                            | 5位7                                                            | 7位5                                                            | 9位3                                                            | 5位7                                                            | 8位4                                                            | 中止                                                            | 中止                                                            | 33                                                              | 0                                                               | 5位                                                             |
| 2011年から2013年はレース休止                                    |                                                                 |                                                                 |                                                                 |                                                                 |                                                                 |                                                                 |                                                                 |                                                                 |                                                                 |                                                                 |                                                                 |
| 2014年                                                          | 3位7                                                            | 4位5                                                            | 4位5                                                            | 8位1                                                            | 11位0                                                           | 3位7                                                            | 1位12                                                           | 8位1                                                            | 38                                                              | 1                                                               | 5位                                                             |
| 2015年                                                          | 3位7                                                            | 12位0                                                           | 7位2                                                            | 4位5                                                            | 13位0                                                           | 5位4                                                            | 8位1                                                            | 11位0                                                           | 19                                                              | 0                                                               | 8位                                                             |
| 2016年                                                          | 6位4                                                            | 4位7                                                            | 12位0                                                           | 9位1.5                                                          | 13位0                                                           | 3位9                                                            | 3位9                                                            | 中止                                                            | 30.5                                                            | 0                                                               | 9位                                                             |
| 2017年                                                          | 3位9                                                            | 10位1                                                           | 7位4                                                            | 2位12                                                           | 2位12                                                           | 2位12                                                           | 5位6                                                            | 11位0                                                           | 56                                                              | 0                                                               | 3位                                                             |
| 2018年                                                          | 14位 (DNF)0                                                     | 7位4                                                            | 4位7                                                            | 12位 (DNF)0                                                     | 11位0                                                           | 7位4                                                            | 2位12                                                           | 11位0                                                           | 27                                                              | 0                                                               | 8位                                                             |
| 2019年                                                          | 9位5+2                                                          | 9位5                                                            | 3位20                                                           | 4位18                                                           |                                                                 |                                                                 |                                                                 |                                                                 | 50                                                              | 0                                                               | 4位                                                             |